# 小杉志津江

小杉 志津江（こすぎ しずえ、1969年10月7日 - ）は、広島県在住の元競艇選手である。登録番号3446。身長155cm。血液型B型。65期。広島支部所属。夫は競艇選手の石田豪。同期に寺田千恵がいる。

## 来歴
- 1989年、桐生競艇場でデビュー。
- 1993年、石田豪と結婚。4月、支部を群馬から広島に移す。
- 2004年3月2日、多摩川競艇場でのJAL女子王座決定戦競走に12年ぶりに出場した（2回目）。
- 2016年12月19日を以って引退。

## 人物・エピソード
- 2006年、女子王座決定戦の選手紹介でマイクの前でいきなり涙ぐんだ。
- 高額配当のレースに良く絡んでいる事から「大穴の女王」と呼ばれる。
- 2007年6月に三国競艇場と平和島競艇場で行われたオール女子戦の選手紹介で松瀬弘美と一緒にコーラスを披露した。